# Emília Monteiro
Emília Monteiro Andrade (Poços de Caldas, 30 de abril de 1973) é uma cantora e compositora brasileira. Sua música tem como referência os ritmos Amazônicos do Amapá e do Pará, com todas as suas influências afro-latino-caribenhas fronteiriças.
Seu primeiro CD "Cheia de Graça" foi lançado em 2013, produzido por João Ferreira e Rodrigo Campello, além de contar com participações de Dona Onete, Aldo Sena, e Nena Silva. Suas músicas são reflexo da cultura do norte do país. Sendo ritmos típicos e músicas que traduzem a vida e os sentimentos da população do norte.

## Biografia
Começou sua carreira atuando e cantando, fazendo parte da Companhia dos Menestréis de Oswaldo Montenegro em Brasília por 3 anos. O álbum “Cheia de Graça” nasceu de seus laços afetivos e familiares com os ritmos do Norte e de seu compromisso em contribuir com que essa cultura brasileira possa figurar entre os ritmos já reconhecidos nacionalmente dentro da Música Popular Brasileira. 
O CD Cheia de Graça foi gravado em estúdio pelo percussionista Nena Silva, um dos maiores representantes da sonoridade do Amapá, remanescente do Quilombo do Curiaú, o CD conta também com a participação de artistas de peso do Pará, como o Mestre da Guitarrada Aldo Sena e da madrinha musical de Emília, Dona Onete, que cedeu 2 músicas para o CD, além de canções inéditas de compositores como Zeca Baleiro, Simone Guimarães, e compositores da nova safra da MPB como Ellen Oléria, Rafael Altério e Nanon. Monteiro é radicada em Brasília.

## Discografia
- Cheia de Graça (2013)

### Outras aparições
| Canção                      | Ano  | Outro(s) artista(s)                                   | Álbum                            | Ref.  |
| --------------------------- | ---- | ----------------------------------------------------- | -------------------------------- | ----- |
| "Boa a Gente no Zoológico"  | 2015 | Vavá Afiouni Laura Díaz Claudia Daibert Gaivota Naves | Os Jet Sambas                    | [ 5 ] |
| "Com Leite de Coco e Jambu" | 2016 | Caçari                                                | Santa Clara                      | [ 6 ] |
| "Cardamomo"                 | 2019 | Márcia Tauil Melissa Mundim                           | Melhor Agora                     | [ 7 ] |
| "Lua Incentivadora"         | 2020 | Bumba Meu Boi de Seu Teodoro Marcus Moraes            | O Legado do Sonho de Uma Criança | [ 8 ] |

## Turnês
Blocos carnavalescos
- Bora Coisar (2016--presente)[9][10]